# Smirnovo (ort i Kazakstan)
Smirnovo (ryska: Смирново, kazakiska: Smīrnovo) är en ort i Kazakstan.   Den ligger i oblystet Nordkazakstan, i den norra delen av landet, 400 km norr om huvudstaden Astana. Smirnovo ligger 135 meter över havet och antalet invånare är 5 742.
Terrängen runt Smirnovo är mycket platt. Runt Smirnovo är det mycket glesbefolkat, med 7 invånare per kvadratkilometer. Det finns inga andra samhällen i närheten. Trakten runt Smirnovo består till största delen av jordbruksmark.